# Comuna Vîșniuvate, Rozivka
Vîșniuvate (în ucraineană Вишнювате) este o comună în raionul Rozivka, regiunea Zaporijjea, Ucraina, formată din satele Bilovej, Lîstveanka, Vilne și Vîșniuvate (reședința).

## Demografie
Componența lingvistică a comunei Vîșniuvate
     Ucraineană (86,63%)
     Rusă (12,94%)
     Alte limbi (0,09%)
Conform recensământului din 2001, majoritatea populației comunei Vîșniuvate era vorbitoare de ucraineană (86,63%), existând în minoritate și vorbitori de rusă (12,94%).